# Inscripție bilingvă

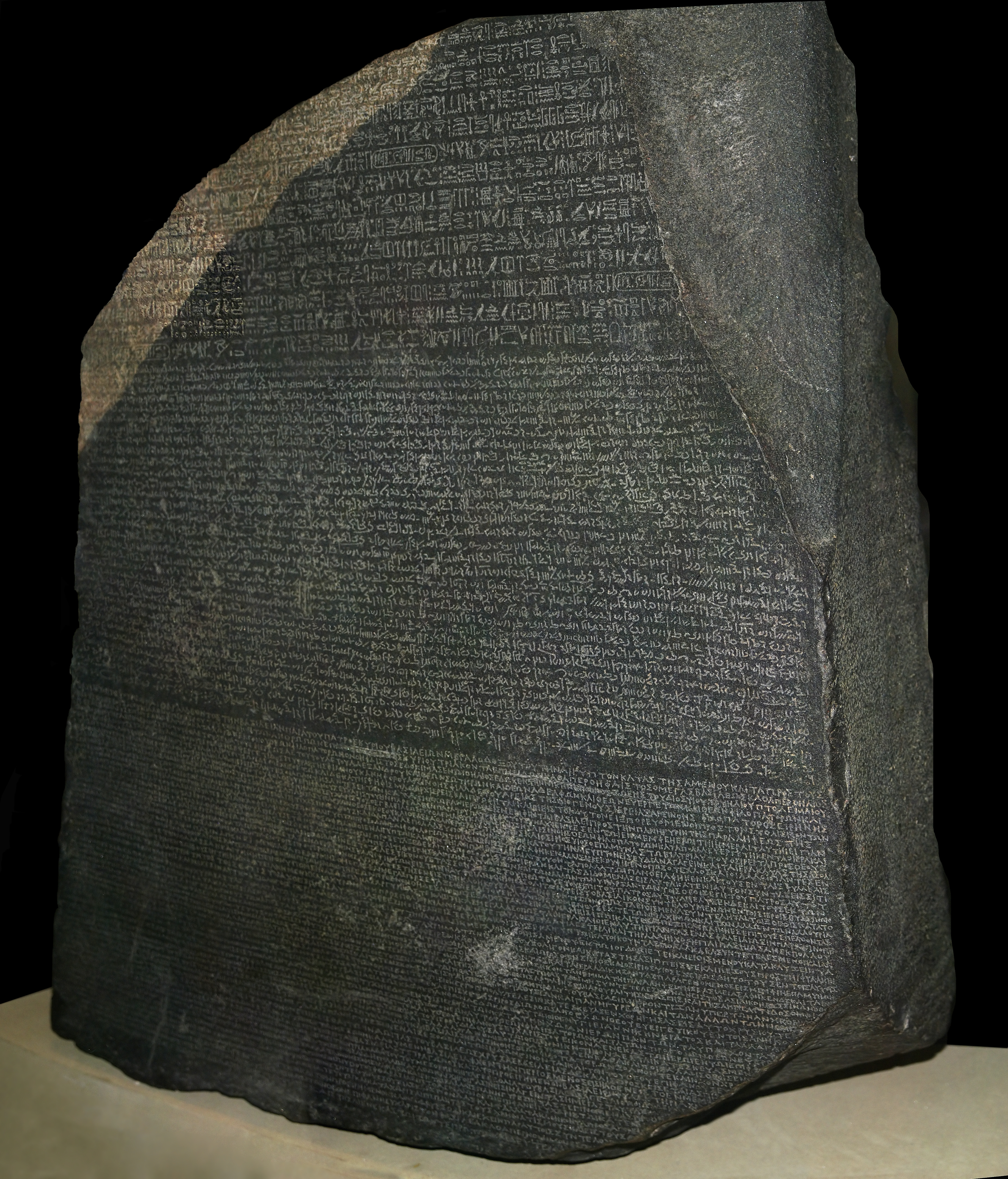
Piatra din Rosetta, o inscripție bilingvă care a permis descifrarea hieroglifelor egiptene.

O inscripție bilingvă este, în epigrafie, o inscripție în 2 limbi  (o inscripție trilingvă are în vedere 3 limbi etc.) Astfel de inscripții sunt importante pentru descifrarea vechilor sisteme de scriere.

## Exemple
Printre inscripțiile multilingve:
- Piatra din Rosetta este o inscripție bilingvă: egipteana antică și greaca veche, redactată în trei sisteme de scriere: hieroglife egiptene și egiptean demotic, pe de o parte, și alfabetul grec pe de altă parte. Această inscripție a jucat un rol crucial în descifrarea hieroglifelor egiptene.
- Inscripția de la Behistun este trilingvă: vechea persană, elamită și akkadiană. Această inscripție a jucat un rol crucial în descifrarea scrierii cuneiforme.
- Relación de las Cosas de Yucatán de călugărul franciscan Diego de Landa: scrierea mayașă și spaniolă.